# F. A. Günther & Sohn
F. A. Günther & Sohn waren ein Verlag, eine Druckerei und eine Buchhandlung in Berlin im 19. und frühen 20. Jahrhundert.

## Geschichte
1872 gründete der Zeitschriften-Redakteur F. A. Günther (– 1886) eine Verlagsbuchhandlung mit Druckerei in der Friedrichstraße 243 in Berlin-Kreuzberg. Er gab dort auch eine offizielle Zeitschrift des Verbandes  der Gerber heraus. Sein Sohn Max Günther war zunächst Mitinhaber und übernahm ab etwa 1886 die Leitung. Danach wurden dort weitere Fachzeitschriften von Handwerker- und Künstlerverbänden verlegt. 1906 befand sich das Unternehmen in der Lützowstraße 6. 1909 wurde es in eine Aktiengesellschaft umgewandelt, in die auch F. A. Günther's Zeitungsverlag eingegliedert wurde. Seit dieser Zeit befand es sich  in der Schöneberger Straße 9/10 in Berlin-Kreuzberg. 1933 wurden Anteile  des Nornen-Verlages übernommen.
Am 5. Dezember 1936 beschloss eine außerordentliche Hauptversammlung den Verkauf der Verlagsrechte an das Vorstandsmitglied Wilhelm Mannstaedt, entsprechend der Verordnung des Präsidenten der Reichskulturkammer vom 30. April 1936. Die Buchdruckerei blieb aber mit dem bisherigen Namen bis etwa 1944 bestehen.

## Publikationen (Auswahl)
Im Verlag F. A. Günther erschienen vor allem Fachzeitschriften von Handwerker- und Künstlerverbänden sowie einige Bücher aus diesen Themenbereichen.
Zeitschriften (Auswahl)
- F. A. Günther's deutsche Gerber-Zeitung, 1872–1908
- F. A. Günther's deutsche Schuhmacher-Zeitung, 1887–1911
- Neuer Theater-Almanach, 1890–1914, danach Deutsches Bühnenjahrbuch, 1915–um 1924
- Die Scene, 1922–1925